# Adolf Frederik van Zweden
Adolf Frederik, koning van Zweden (Zweeds: Adolf Fredrik, Duits: Adolph Friedrich) (Gottorf, 14 mei 1710 — Stockholm, 12 februari 1771) was van 1727 tot 1750 prins-bisschop van Lübeck en koning van Zweden van 1751 tot aan zijn dood in 1771.

## Jonge leven
Adolf Frederik was de tweede zoon van Christiaan August van Sleeswijk-Holstein-Gottorp en Albertina Frederica van Baden-Durlach. Christiaan August was een broer van Frederik IV van Sleeswijk-Holstein-Gottorp die in 1698 trouwde met Hedwig Sophia, dochter van Karel XI van Zweden. Hun zoon was Karel Frederik van Sleeswijk-Holstein-Gottorp (1700-1739) die in 1718 werd gepasseerd om zijn oom Karel XII van Zweden op te volgen ten gunste van zijn tante Ulrike Eleonora. Nadat het huwelijk van Ulrike Eleonora en haar man Frederik, die in 1720 koning was geworden, kinderloos bleef en Ulrike Eleonora in 1741 stierf moest er in Zweden in de troonopvolging worden voorzien.

## Koning van Zweden
Op 23 juni 1743 werd Adolf Frederik gekozen als troonopvolger; via de familielijn van zijn moeder stamde hij af van het Huis Wasa (tot Catharina Wasa terug). Na het overlijden van Frederik I in 1751 besteeg hij de troon. Zijn officiële naam was koning Adolf I Frederik van Zweden, maar hij staat bekend als koning Adolf Frederik. Op 26 november 1751 werd hij gekroond. Voor zijn troonsbestijging was hij prins-bisschop van Lübeck. Deze titel droeg hij sinds 1727, hij regeerde toen ook over de gemeente Eutin. Hij was ook de regent van Holstein-Kiel tijdens de minderjarigheid van Karel Peter Ulrich, die later als Peter III de tsaar van het Keizerrijk Rusland was.
Om zijn populariteit onder de Zweedse bevolking te bevorderen, ondernam Adolf Frederik meerdere reizen door verschillende landsdelen van Zweden. Het lukte hem niet om meer macht naar zich toe te trekken ten koste van de invloedrijke Rijksraad. Als gevolg daarvan ondernamen enkele vertrouwelingen van zijn vrouw Louisa Ulrika van Pruisen en aanhangers van de zogenaamde hofpartei in 1756 een koninklijke revolte. Deze poging mislukte en verschillende bondgenoten van het koningspaar werden op het schavot ter dood gebracht. Adolf Frederik bleef koning, maar met zeer geringe invloed. De resterende tijd tot aan zijn dood in 1771 werd gekenschetst door voortdurende strijdigheden tussen de politieke partijen.
Koning Adolf Frederik stierf op 12 februari 1771 aan de gevolgen van een beroerte. Er wordt aangenomen dat dit een gevolg was van spijsverteringsproblemen. Na het eten van kreeft, kaviaar, zuurkool, gerookte haring en champagne tijdens een weelderige maaltijd, at hij 14 porties van zijn favoriete gerecht als dessert, een semla gevuld met warme melk, amandelpasta en room. Bij Zweedse schoolkinderen staat hij bekend als de koning die zichzelf dood at.

## Huwelijk en kinderen
Op 29 augustus 1744 huwde hij met Louisa Ulrika van Pruisen (1720-1782). Louisa Ulrika was een dochter van koning Frederik Willem I van Pruisen en koningin Sophia Dorothea van Hannover. Ze was daardoor een jongere zus van koning Frederik II van Pruisen. 

Uit dit huwelijk werden de volgende kinderen geboren:
1. Kinderen van onbekend geslacht en namen (doodgeboren 1745)
2. Gustaaf (24 januari 1746 - 29 maart 1792), koning van Zweden, 1771-1792, gehuwd met Sophia Magdalena van Denemarken
3. Karel (7 oktober 1748 - 5 februari 1818), koning van Zweden, 1809-1818, gehuwd met Hedwig Elisabeth Charlotte van Holstein-Gottorp
4. Frederik Adolf (18 juli 1750 - 12 december 1803), hertog van Östergötland, ongehuwd gebleven
5. Sophia Albertina (8 oktober 1753 - 17 maart 1829), ongehuwd gebleven

Adolf Frederik had verschillende onwettige kinderen.

## Kwartierstaat
| Frederik III van Sleeswijk-Holstein-Gottorp (1597-1659) | Frederik III van Sleeswijk-Holstein-Gottorp (1597-1659) | Frederik III van Sleeswijk-Holstein-Gottorp (1597-1659) | Frederik III van Sleeswijk-Holstein-Gottorp (1597-1659) | Frederik III van Sleeswijk-Holstein-Gottorp (1597-1659)        | Frederik III van Sleeswijk-Holstein-Gottorp (1597-1659)        | Maria Elisabeth van Saksen (1610-1684)                         | Maria Elisabeth van Saksen (1610-1684)                         | Maria Elisabeth van Saksen (1610-1684)                         | Maria Elisabeth van Saksen (1610-1684)                         | Maria Elisabeth van Saksen (1610-1684)                       | Maria Elisabeth van Saksen (1610-1684)                       |                                                              |                                                              | Frederik III van Denemarken (1609-1670)                      | Frederik III van Denemarken (1609-1670)                      | Frederik III van Denemarken (1609-1670)     | Frederik III van Denemarken (1609-1670)     | Frederik III van Denemarken (1609-1670)     | Frederik III van Denemarken (1609-1670)     | Sophia Amalia van Brunswijk-Lüneburg (1628-1685) | Sophia Amalia van Brunswijk-Lüneburg (1628-1685) | Sophia Amalia van Brunswijk-Lüneburg (1628-1685) | Sophia Amalia van Brunswijk-Lüneburg (1628-1685) | Sophia Amalia van Brunswijk-Lüneburg (1628-1685) | Sophia Amalia van Brunswijk-Lüneburg (1628-1685) |                                           |                                           | Frederik VI van Baden-Durlach (1617-1677) | Frederik VI van Baden-Durlach (1617-1677) | Frederik VI van Baden-Durlach (1617-1677) | Frederik VI van Baden-Durlach (1617-1677) | Frederik VI van Baden-Durlach (1617-1677)                    | Frederik VI van Baden-Durlach (1617-1677)                    | Christina Magdalena van Kleeburg (1616-1662)                 | Christina Magdalena van Kleeburg (1616-1662)                 | Christina Magdalena van Kleeburg (1616-1662)                 | Christina Magdalena van Kleeburg (1616-1662)                 | Christina Magdalena van Kleeburg (1616-1662)      | Christina Magdalena van Kleeburg (1616-1662)      |                                                         |                                                         | Frederik III van Sleeswijk-Holstein-Gottorp (1597-1659) | Frederik III van Sleeswijk-Holstein-Gottorp (1597-1659) | Frederik III van Sleeswijk-Holstein-Gottorp (1597-1659)  | Frederik III van Sleeswijk-Holstein-Gottorp (1597-1659)  | Frederik III van Sleeswijk-Holstein-Gottorp (1597-1659)  | Frederik III van Sleeswijk-Holstein-Gottorp (1597-1659)  | Maria Elisabeth van Saksen (1610-1684)                   | Maria Elisabeth van Saksen (1610-1684)                   | Maria Elisabeth van Saksen (1610-1684) | Maria Elisabeth van Saksen (1610-1684) | Maria Elisabeth van Saksen (1610-1684) | Maria Elisabeth van Saksen (1610-1684) |  |  |  |  |  |  |  |  |  |  |  |  |  |  |  |  |  |  |  |  |  |  |  |  |  |  |  |  |  |  |  |  |  |  |  |  |  |  |  |  |  |  |  |  |  |  |  |  |
| Frederik III van Sleeswijk-Holstein-Gottorp (1597-1659) | Frederik III van Sleeswijk-Holstein-Gottorp (1597-1659) | Frederik III van Sleeswijk-Holstein-Gottorp (1597-1659) | Frederik III van Sleeswijk-Holstein-Gottorp (1597-1659) | Frederik III van Sleeswijk-Holstein-Gottorp (1597-1659)        | Frederik III van Sleeswijk-Holstein-Gottorp (1597-1659)        | Maria Elisabeth van Saksen (1610-1684)                         | Maria Elisabeth van Saksen (1610-1684)                         | Maria Elisabeth van Saksen (1610-1684)                         | Maria Elisabeth van Saksen (1610-1684)                         | Maria Elisabeth van Saksen (1610-1684)                       | Maria Elisabeth van Saksen (1610-1684)                       |                                                              |                                                              | Frederik III van Denemarken (1609-1670)                      | Frederik III van Denemarken (1609-1670)                      | Frederik III van Denemarken (1609-1670)     | Frederik III van Denemarken (1609-1670)     | Frederik III van Denemarken (1609-1670)     | Frederik III van Denemarken (1609-1670)     | Sophia Amalia van Brunswijk-Lüneburg (1628-1685) | Sophia Amalia van Brunswijk-Lüneburg (1628-1685) | Sophia Amalia van Brunswijk-Lüneburg (1628-1685) | Sophia Amalia van Brunswijk-Lüneburg (1628-1685) | Sophia Amalia van Brunswijk-Lüneburg (1628-1685) | Sophia Amalia van Brunswijk-Lüneburg (1628-1685) |                                           |                                           | Frederik VI van Baden-Durlach (1617-1677) | Frederik VI van Baden-Durlach (1617-1677) | Frederik VI van Baden-Durlach (1617-1677) | Frederik VI van Baden-Durlach (1617-1677) | Frederik VI van Baden-Durlach (1617-1677)                    | Frederik VI van Baden-Durlach (1617-1677)                    | Christina Magdalena van Kleeburg (1616-1662)                 | Christina Magdalena van Kleeburg (1616-1662)                 | Christina Magdalena van Kleeburg (1616-1662)                 | Christina Magdalena van Kleeburg (1616-1662)                 | Christina Magdalena van Kleeburg (1616-1662)      | Christina Magdalena van Kleeburg (1616-1662)      |                                                         |                                                         | Frederik III van Sleeswijk-Holstein-Gottorp (1597-1659) | Frederik III van Sleeswijk-Holstein-Gottorp (1597-1659) | Frederik III van Sleeswijk-Holstein-Gottorp (1597-1659)  | Frederik III van Sleeswijk-Holstein-Gottorp (1597-1659)  | Frederik III van Sleeswijk-Holstein-Gottorp (1597-1659)  | Frederik III van Sleeswijk-Holstein-Gottorp (1597-1659)  | Maria Elisabeth van Saksen (1610-1684)                   | Maria Elisabeth van Saksen (1610-1684)                   | Maria Elisabeth van Saksen (1610-1684) | Maria Elisabeth van Saksen (1610-1684) | Maria Elisabeth van Saksen (1610-1684) | Maria Elisabeth van Saksen (1610-1684) |  |  |  |  |  |  |  |  |  |  |  |  |  |  |  |  |  |  |  |  |  |  |  |  |  |  |  |  |  |  |  |  |  |  |  |  |  |  |  |  |  |  |  |  |  |  |  |  |
|                                                         |                                                         |                                                         |                                                         |                                                                |                                                                |                                                                |                                                                |                                                                |                                                                |                                                              |                                                              |                                                              |                                                              |                                                              |                                                              |                                             |                                             |                                             |                                             |                                                  |                                                  |                                                  |                                                  |                                                  |                                                  |                                           |                                           |                                           |                                           |                                           |                                           |                                                              |                                                              |                                                              |                                                              |                                                              |                                                              |                                                   |                                                   |                                                         |                                                         |                                                         |                                                         |                                                          |                                                          |                                                          |                                                          |                                                          |                                                          |                                        |                                        |                                        |                                        |  |  |  |  |  |  |  |  |  |  |  |  |  |  |  |  |  |  |  |  |  |  |  |  |  |  |  |  |  |  |  |  |  |  |  |  |  |  |  |  |  |  |  |  |  |  |  |  |
|                                                         |                                                         |                                                         |                                                         | Christiaan Albrecht van Sleeswijk-Holstein-Gottorp (1641-1695) | Christiaan Albrecht van Sleeswijk-Holstein-Gottorp (1641-1695) | Christiaan Albrecht van Sleeswijk-Holstein-Gottorp (1641-1695) | Christiaan Albrecht van Sleeswijk-Holstein-Gottorp (1641-1695) | Christiaan Albrecht van Sleeswijk-Holstein-Gottorp (1641-1695) | Christiaan Albrecht van Sleeswijk-Holstein-Gottorp (1641-1695) |                                                              |                                                              |                                                              |                                                              |                                                              |                                                              | Frederika Amalia van Denemarken (1649-1704) | Frederika Amalia van Denemarken (1649-1704) | Frederika Amalia van Denemarken (1649-1704) | Frederika Amalia van Denemarken (1649-1704) | Frederika Amalia van Denemarken (1649-1704)      | Frederika Amalia van Denemarken (1649-1704)      |                                                  |                                                  |                                                  |                                                  |                                           |                                           |                                           |                                           |                                           |                                           | Frederik VII van Baden-Durlach (1647-1709)                   | Frederik VII van Baden-Durlach (1647-1709)                   | Frederik VII van Baden-Durlach (1647-1709)                   | Frederik VII van Baden-Durlach (1647-1709)                   | Frederik VII van Baden-Durlach (1647-1709)                   | Frederik VII van Baden-Durlach (1647-1709)                   |                                                   |                                                   |                                                         |                                                         |                                                         |                                                         | Augusta Maria van Sleeswijk-Holstein-Gottorp (1649-1728) | Augusta Maria van Sleeswijk-Holstein-Gottorp (1649-1728) | Augusta Maria van Sleeswijk-Holstein-Gottorp (1649-1728) | Augusta Maria van Sleeswijk-Holstein-Gottorp (1649-1728) | Augusta Maria van Sleeswijk-Holstein-Gottorp (1649-1728) | Augusta Maria van Sleeswijk-Holstein-Gottorp (1649-1728) |                                        |                                        |                                        |                                        |  |  |  |  |  |  |  |  |  |  |  |  |  |  |  |  |  |  |  |  |  |  |  |  |  |  |  |  |  |  |  |  |  |  |  |  |  |  |  |  |  |  |  |  |  |  |  |  |
|                                                         |                                                         |                                                         |                                                         | Christiaan Albrecht van Sleeswijk-Holstein-Gottorp (1641-1695) | Christiaan Albrecht van Sleeswijk-Holstein-Gottorp (1641-1695) | Christiaan Albrecht van Sleeswijk-Holstein-Gottorp (1641-1695) | Christiaan Albrecht van Sleeswijk-Holstein-Gottorp (1641-1695) | Christiaan Albrecht van Sleeswijk-Holstein-Gottorp (1641-1695) | Christiaan Albrecht van Sleeswijk-Holstein-Gottorp (1641-1695) |                                                              |                                                              |                                                              |                                                              |                                                              |                                                              | Frederika Amalia van Denemarken (1649-1704) | Frederika Amalia van Denemarken (1649-1704) | Frederika Amalia van Denemarken (1649-1704) | Frederika Amalia van Denemarken (1649-1704) | Frederika Amalia van Denemarken (1649-1704)      | Frederika Amalia van Denemarken (1649-1704)      |                                                  |                                                  |                                                  |                                                  |                                           |                                           |                                           |                                           |                                           |                                           | Frederik VII van Baden-Durlach (1647-1709)                   | Frederik VII van Baden-Durlach (1647-1709)                   | Frederik VII van Baden-Durlach (1647-1709)                   | Frederik VII van Baden-Durlach (1647-1709)                   | Frederik VII van Baden-Durlach (1647-1709)                   | Frederik VII van Baden-Durlach (1647-1709)                   |                                                   |                                                   |                                                         |                                                         |                                                         |                                                         | Augusta Maria van Sleeswijk-Holstein-Gottorp (1649-1728) | Augusta Maria van Sleeswijk-Holstein-Gottorp (1649-1728) | Augusta Maria van Sleeswijk-Holstein-Gottorp (1649-1728) | Augusta Maria van Sleeswijk-Holstein-Gottorp (1649-1728) | Augusta Maria van Sleeswijk-Holstein-Gottorp (1649-1728) | Augusta Maria van Sleeswijk-Holstein-Gottorp (1649-1728) |                                        |                                        |                                        |                                        |  |  |  |  |  |  |  |  |  |  |  |  |  |  |  |  |  |  |  |  |  |  |  |  |  |  |  |  |  |  |  |  |  |  |  |  |  |  |  |  |  |  |  |  |  |  |  |  |
|                                                         |                                                         |                                                         |                                                         |                                                                |                                                                |                                                                |                                                                |                                                                |                                                                | Christiaan August van Sleeswijk-Holstein-Gottorp (1673-1726) | Christiaan August van Sleeswijk-Holstein-Gottorp (1673-1726) | Christiaan August van Sleeswijk-Holstein-Gottorp (1673-1726) | Christiaan August van Sleeswijk-Holstein-Gottorp (1673-1726) | Christiaan August van Sleeswijk-Holstein-Gottorp (1673-1726) | Christiaan August van Sleeswijk-Holstein-Gottorp (1673-1726) |                                             |                                             |                                             |                                             |                                                  |                                                  |                                                  |                                                  |                                                  |                                                  |                                           |                                           |                                           |                                           |                                           |                                           |                                                              |                                                              |                                                              |                                                              |                                                              |                                                              | Albertina Frederica van Baden-Durlach (1682-1755) | Albertina Frederica van Baden-Durlach (1682-1755) | Albertina Frederica van Baden-Durlach (1682-1755)       | Albertina Frederica van Baden-Durlach (1682-1755)       | Albertina Frederica van Baden-Durlach (1682-1755)       | Albertina Frederica van Baden-Durlach (1682-1755)       |                                                          |                                                          |                                                          |                                                          |                                                          |                                                          |                                        |                                        |                                        |                                        |  |  |  |  |  |  |  |  |  |  |  |  |  |  |  |  |  |  |  |  |  |  |  |  |  |  |  |  |  |  |  |  |  |  |  |  |  |  |  |  |  |  |  |  |  |  |  |  |
|                                                         |                                                         |                                                         |                                                         |                                                                |                                                                |                                                                |                                                                |                                                                |                                                                | Christiaan August van Sleeswijk-Holstein-Gottorp (1673-1726) | Christiaan August van Sleeswijk-Holstein-Gottorp (1673-1726) | Christiaan August van Sleeswijk-Holstein-Gottorp (1673-1726) | Christiaan August van Sleeswijk-Holstein-Gottorp (1673-1726) | Christiaan August van Sleeswijk-Holstein-Gottorp (1673-1726) | Christiaan August van Sleeswijk-Holstein-Gottorp (1673-1726) |                                             |                                             |                                             |                                             |                                                  |                                                  |                                                  |                                                  |                                                  |                                                  |                                           |                                           |                                           |                                           |                                           |                                           |                                                              |                                                              |                                                              |                                                              |                                                              |                                                              | Albertina Frederica van Baden-Durlach (1682-1755) | Albertina Frederica van Baden-Durlach (1682-1755) | Albertina Frederica van Baden-Durlach (1682-1755)       | Albertina Frederica van Baden-Durlach (1682-1755)       | Albertina Frederica van Baden-Durlach (1682-1755)       | Albertina Frederica van Baden-Durlach (1682-1755)       |                                                          |                                                          |                                                          |                                                          |                                                          |                                                          |                                        |                                        |                                        |                                        |  |  |  |  |  |  |  |  |  |  |  |  |  |  |  |  |  |  |  |  |  |  |  |  |  |  |  |  |  |  |  |  |  |  |  |  |  |  |  |  |  |  |  |  |  |  |  |  |
|                                                         |                                                         |                                                         |                                                         |                                                                |                                                                |                                                                |                                                                |                                                                |                                                                |                                                              |                                                              |                                                              |                                                              |                                                              |                                                              |                                             |                                             |                                             |                                             |                                                  |                                                  |                                                  |                                                  |                                                  |                                                  |                                           |                                           |                                           |                                           |                                           |                                           |                                                              |                                                              |                                                              |                                                              |                                                              |                                                              |                                                   |                                                   |                                                         |                                                         |                                                         |                                                         |                                                          |                                                          |                                                          |                                                          |                                                          |                                                          |                                        |                                        |                                        |                                        |  |  |  |  |  |  |  |  |  |  |  |  |  |  |  |  |  |  |  |  |  |  |  |  |  |  |  |  |  |  |  |  |  |  |  |  |  |  |  |  |  |  |  |  |  |  |  |  |
|                                                         |                                                         |                                                         |                                                         |                                                                |                                                                |                                                                |                                                                |                                                                |                                                                |                                                              |                                                              |                                                              |                                                              |                                                              |                                                              |                                             |                                             |                                             |                                             |                                                  |                                                  |                                                  |                                                  |                                                  |                                                  |                                           |                                           |                                           |                                           |                                           |                                           |                                                              |                                                              |                                                              |                                                              |                                                              |                                                              |                                                   |                                                   |                                                         |                                                         |                                                         |                                                         |                                                          |                                                          |                                                          |                                                          |                                                          |                                                          |                                        |                                        |                                        |                                        |  |  |  |  |  |  |  |  |  |  |  |  |  |  |  |  |  |  |  |  |  |  |  |  |  |  |  |  |  |  |  |  |  |  |  |  |  |  |  |  |  |  |  |  |  |  |  |  |
| Karel van Sleeswijk-Holstein-Gottorp (1706-1727)        | Karel van Sleeswijk-Holstein-Gottorp (1706-1727)        | Karel van Sleeswijk-Holstein-Gottorp (1706-1727)        | Karel van Sleeswijk-Holstein-Gottorp (1706-1727)        | Karel van Sleeswijk-Holstein-Gottorp (1706-1727)               | Karel van Sleeswijk-Holstein-Gottorp (1706-1727)               |                                                                |                                                                | Anna van Sleeswijk-Holstein-Gottorp (1709-1758)                | Anna van Sleeswijk-Holstein-Gottorp (1709-1758)                | Anna van Sleeswijk-Holstein-Gottorp (1709-1758)              | Anna van Sleeswijk-Holstein-Gottorp (1709-1758)              | Anna van Sleeswijk-Holstein-Gottorp (1709-1758)              | Anna van Sleeswijk-Holstein-Gottorp (1709-1758)              |                                                              |                                                              | Adolf Frederik van Zweden (1710-1771)       | Adolf Frederik van Zweden (1710-1771)       | Adolf Frederik van Zweden (1710-1771)       | Adolf Frederik van Zweden (1710-1771)       | Adolf Frederik van Zweden (1710-1771)            | Adolf Frederik van Zweden (1710-1771)            |                                                  |                                                  | Frederik August van Oldenburg (1711-1785)        | Frederik August van Oldenburg (1711-1785)        | Frederik August van Oldenburg (1711-1785) | Frederik August van Oldenburg (1711-1785) | Frederik August van Oldenburg (1711-1785) | Frederik August van Oldenburg (1711-1785) |                                           |                                           | Johanna Elisabeth van Sleeswijk-Holstein-Gottorp (1712-1760) | Johanna Elisabeth van Sleeswijk-Holstein-Gottorp (1712-1760) | Johanna Elisabeth van Sleeswijk-Holstein-Gottorp (1712-1760) | Johanna Elisabeth van Sleeswijk-Holstein-Gottorp (1712-1760) | Johanna Elisabeth van Sleeswijk-Holstein-Gottorp (1712-1760) | Johanna Elisabeth van Sleeswijk-Holstein-Gottorp (1712-1760) |                                                   |                                                   | Georg Ludwig van Sleeswijk-Holstein-Gottorp (1719-1763) | Georg Ludwig van Sleeswijk-Holstein-Gottorp (1719-1763) | Georg Ludwig van Sleeswijk-Holstein-Gottorp (1719-1763) | Georg Ludwig van Sleeswijk-Holstein-Gottorp (1719-1763) | Georg Ludwig van Sleeswijk-Holstein-Gottorp (1719-1763)  | Georg Ludwig van Sleeswijk-Holstein-Gottorp (1719-1763)  |                                                          |                                                          | ... + 3 zusters en twee broers                           | ... + 3 zusters en twee broers                           | ... + 3 zusters en twee broers         | ... + 3 zusters en twee broers         | ... + 3 zusters en twee broers         | ... + 3 zusters en twee broers         |  |  |  |  |  |  |  |  |  |  |  |  |  |  |  |  |  |  |  |  |  |  |  |  |  |  |  |  |  |  |  |  |  |  |  |  |  |  |  |  |  |  |  |  |  |  |  |  |

}
Erik VI · Olaf II · Anund Jacob · Emund · Stenkil · Erik VII · Erik VIII · Halsten · Haakon · Inge I · Sven · Erik Årsäll · Filips · Inge II · Ragnvald · Magnus · Sverker I · Erik IX · Karel VII · Knoet I · Sverker II · Erik X · Johan I · Erik XI · Knoet II · Waldemar I · Magnus I · Birger I · Magnus II · Albrecht · Margaretha · Erik XIII · Christoffel · Karel VIII · Christiaan I · Johan II · Christiaan II · Gustaaf I · Erik XIV · Johan III · Sigismund · Karel IX · Gustaaf II Adolf · Christina · Karel X Gustaaf · Karel XI · Karel XII · Ulrike Eleonora · Frederik · Adolf Frederik · Gustaaf III · Gustaaf IV Adolf · Karel XIII · Karel XIV Johan · Oscar I · Karel XV · Oscar II · Gustaaf V · Gustaaf VI Adolf · Carl Gustaf XVI
- Bibsys: 3113416
- Biblioteca Nacional de España: XX5367443
- Bibliothèque nationale de France: cb10665992m (data)
- Gemeinsame Normdatei: 116008652
- International Standard Name Identifier: 0000 0001 0913 0686
- KulturNav: 6f11a5bb-25fc-4d30-9a8e-f82eeadd4f37
- Library of Congress Control Number: no90026401
- MusicBrainz: 670f6d8f-95b1-4e7e-bf61-14c49061e426
- Nationale Bibliotheek van Polen: a0000003825366
- Réseau des bibliothèques de Suisse occidentale: 02-A024805633
- Istituto Centrale per il Catalogo Unico: MILV320890
- LIBRIS: 283595
- Système universitaire de documentation: 086868764
- Museum of New Zealand Te Papa Tongarewa: 68729
- Union List of Artist Names: 500356626
- Virtual International Authority File: 69670795
- WorldCat: E39PBJpJg9xx8PtfTHWV6m6VG3